# Церква Костянтина та Олени (Флотське)
Церква Костянтина та Олени у місцевості Карань (Флотське), розташована по вул. Пролітна. Збудована 1775 року.

## Історія
Є відомості, що церква з такою ж присвятою в старовинному грецькому селищі Карань існувала ще в першій половині XV століття.
Сучасна будівля була споруджена в 1775 році (на момент анексії Криму російською імперією 8 лютого 1784, згідно з Камеральним Описом Криму 1784 року, в селі існували 2 церкви).
Після виселення християн у вересні 1778 року (за «Відомістю про виведених із Криму в Приазов'я християн» О. В. Суворова з селища Карань виїхало урумів 331 особа — 172 чоловіки й 159 жінки) церкви були покинуті до 1841 року, коли церква Костянтина та Олени була відремонтована та відновлена поселеними в Карані греками-колоністами Балаклавського батальйону.
Церква була розорена під час Кримської війни 1853—1856 років, відразу після її закінчення, 1856 року відремонтована парафіянами та освячена.
Храм закрили у 1920-і роки й використовували споруду як кінозал та клуб. Храм був відновлений у 1990-і роки, приписаний до Балаклавського Свято-Георгіївського монастиря.

## Архітектура
Архітектурно церква — проста однонефна базиліка, прикрашена портиком з трикутним фронтоном.